# بياتريس أميرة يورك
الأميرة بياتريس (8 أغسطس 1988 - )، أميرة يورك وهي ابنة الأمير آندرو، دوق يورك وحفيدة الملكة إليزابيث الثانية ملكة المملكة المتحدة وزوجها دوق إدنبرة السابق الأمير فيليب. ووالدتها هي سارة فيرغسون دوقة يورك.

## النشأة والتعليم
ولدت بياتريس في مستشفى بورتلاند في تاريخ 8 أغسطس من عام 1988، خامس حفيدة للملكة إليزابيث الثانية، وقد سميت تيمناً بالأميرة بياتريس أصغر بنات الملكة فيكتوريا وتعد هي وشقيقتها الأميرة أوجيني الحفيدتين الوحيدتين للملكة اللتان تحملان لقب أميرة.
تخرجت بياتريس في مدرسة سنت جورج. وحالياً هي تدرس في جامعة لندن

## الحياة الشخصية
كطالبة في الجامعة فإن الأميرة لا تحمل أي مسؤوليات ملكية ولكنها تشارك في الفعاليات الخيرية، وكثيراً ما تُرى مع والدتها وأختها الصغرى، وعلى الرغم من أن والديها تطلقا وهي في عامها السابع الا إنها دائما ما تشير في مقابلاتها «نحن عائلة سعيدة، ووالدي مقربان جداً على الرغم من طلاقهما» و لبياتريس علاقة عاطفية طويلة الأمد مع صديقها السابق ديف كلارك إمتدت لعشر سنوات إلا أنها أنفصلت عنه عام 2016 .
يذكر بأن الاميرة ظهرت في دور صغير في فلم ( فيكتوريا الصغيرة ) والذي يحكي قصة الملكة فيكتوريا.

## روابط خارجية
- بياتريس من يورك على موقع IMDb (الإنجليزية)
- بياتريس من يورك على موقع قاعدة بيانات الفيلم (الإنجليزية)